# Karlshof (Cottbus)

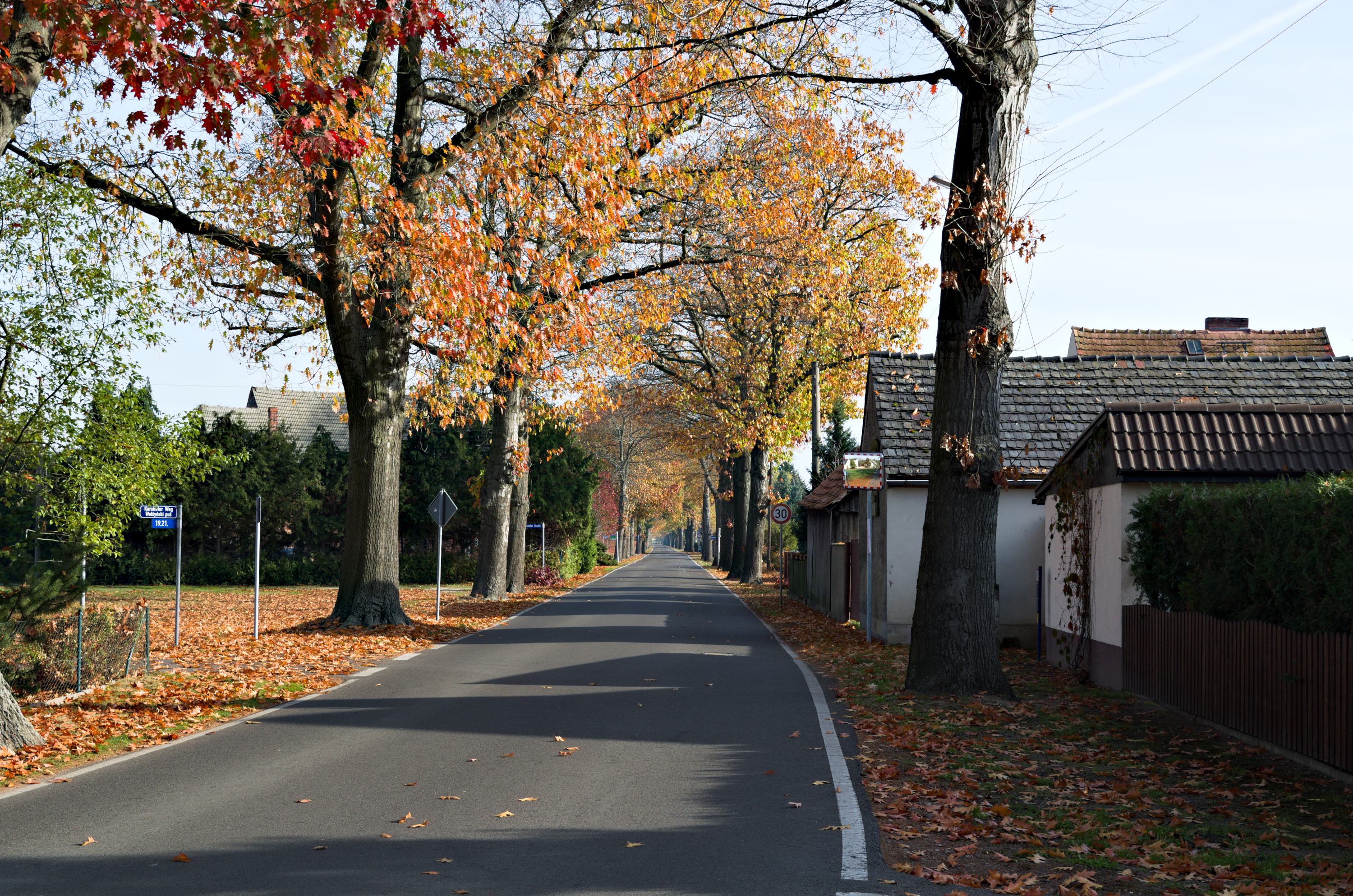
Dorfmitte

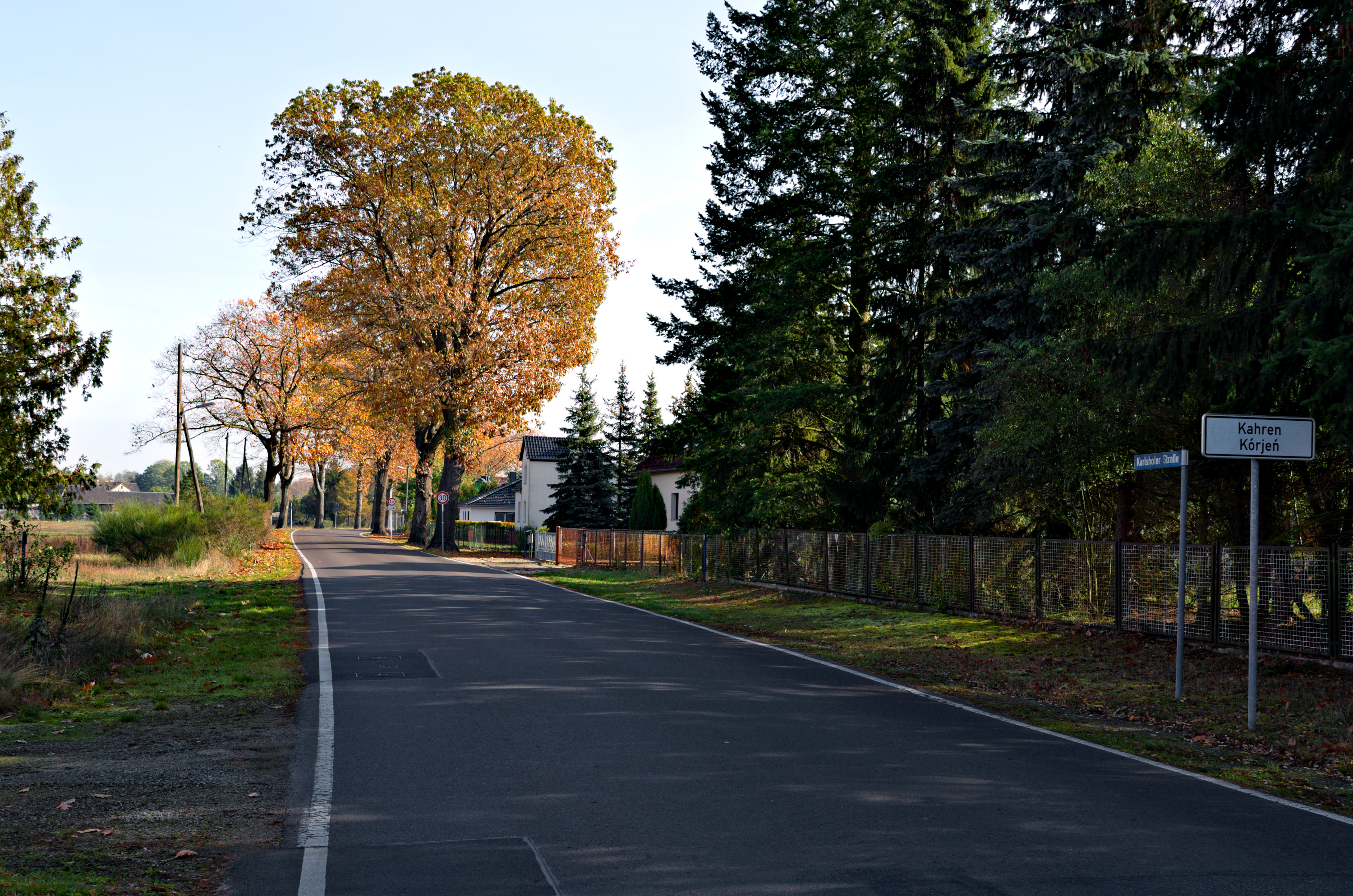
Ortseingang aus Richtung Kiekebusch

Karlshof, niedersorbisch Wólšyna, ist ein zum Ortsteil Kahren gehörender Wohnplatz der kreisfreien Stadt Cottbus in Brandenburg. Bis zu deren Eingemeindung am 6. Dezember 1993 war Karlshof ein Ortsteil der bis dahin eigenständigen Gemeinde Kahren. Die Postleitzahl von Karlshof lautet 03051, die Telefonvorwahl ist 0355.

## Lage
Karlshof liegt in der Niederlausitz, rund sechs Kilometer südöstlich der Cottbuser Stadtmitte. Umliegende Ortschaften sind Nutzberg im Nordosten, Kahren im Osten, Koppatz im Südosten, Frauendorf im Süden, Kutzeburger Mühle und Gallinchen im Südwesten, Kiekebusch im Westen sowie Branitz Süd und Branitz im Nordwesten. Karlshof gehört zum amtlichen Siedlungsgebiet der Sorben/Wenden. Der Ort liegt auf einer Höhe von 79 m ü. NHN.
Karlshof liegt am Frauendorf-Kahrer-Haasower Landgraben. Durch den Ort führt die Landesstraße 50 (Kolkwitz–Kahren), unmittelbar südlich von Karlshof befindet sich die Bundesautobahn 15. Deren nächstgelegene Anschlussstelle Cottbus-Süd ist knapp drei Kilometer entfernt.

## Geschichte
Karlshof wurde Anfang des 19. Jahrhunderts als Kolonie von Kahren gegründet und wurde in der Anfangszeit auch Carlshof geschrieben. Der sorbische Ortsname Wólšyna ist von dem niedersorbischen Begriff für „Erlen“ abgeleitet. Der Ort gehörte damals zum Gutsbezirk Kahren im Kreis Cottbus in der preußischen Provinz Brandenburg. Im Jahr 1818 hatte die damals aus zwei Feuerstellen bestehende Siedlung zwölf Einwohner, 1840 waren es 55 Einwohner in zehn Wohngebäuden und im Jahr 1864 hatte Karlshof laut der Topografisch-statistischen Übersicht des Regierungsbezirks Frankfurt dreizehn Wohnhäuser und 80 Einwohner. Bei der Volkszählung vom 1. Dezember 1871 bestand die Kolonie aus 15 Wohngebäuden und hatte 100 Einwohner. 1878 wurde das Gut Kahren und somit auch Karlshof von Heinrich von Pückler erworben.
Im späten 19. Jahrhundert war Karlshof noch ein Dorf mit ausschließlich sorbischsprachiger Bevölkerung, Arnošt Muka ermittelte für seine Statistik über die Sorben in der Lausitz im Jahr 1884 für die Landgemeinde und den Gutsbezirk Kahren einen sorbischsprachigen Bevölkerungsanteil von fast 100 Prozent. Der Kreis Cottbus wurde 1886 in Landkreis Cottbus umbenannt. Am 2. Dezember 1895 hatte Karlshof 108 Einwohner. Im Jahr 1928 wurde der Gutsbezirk Kahren aufgelöst und in die Landgemeinde eingegliedert, womit auch Karlshof als Ortsteil in die Landgemeinde Kahren kam. Nach dem Ende des Zweiten Weltkrieges gehörte das Dorf zur Sowjetischen Besatzungszone und die Herren von Pückler wurden in Folge einer Bodenreform enteignet.
Ab 1947 gehörte Karlshof zum Land Brandenburg, das ab Oktober 1949 zur aus der SBZ gebildeten DDR gehörte. Bei der DDR-Kreisreform am 25. Juli 1952 wurde die Gemeinde Kahren mit ihren Ortsteilen dem neu gebildeten Kreis Cottbus (ab 1954 Kreis Cottbus-Land) im Bezirk Cottbus zugeordnet. Nach der Wiedervereinigung gehörte Karlshof zunächst zum Landkreis Cottbus in Brandenburg. Bei der Gebietsreform am 6. Dezember 1993 wurde Kahren in die Stadt Cottbus eingemeindet.